# Adiva
Adiva ali Adivea (češko Adivea)  je bila prva žena češkega vojvode Boleslava II. V preteklosti se je domnevalo, da je bila potomka angleškega kralja Edvarda Starejšega in njegove druge žene Ælfflæd, vendar so dokazi za to domnevo šibki. V prid domnevi je samo podobnost njenega imena z nekaterimi anglosaškimi oblikami in uvedba kovancev na Češkem pod angleškim vplivom. Ker obstaja še več drugih kandidatov za njenega očeta, so dokazi za prvo domnevo nezadostni.
Adiva  in Boleslav II. sta imela štiri otroke:
- Boleslava III.,
- Venčeslava, ki je umrl kot otrok,
- Jaromirja in
- Oldřiha.

## Vir
- Več avtorjev. Přemyslovci. Budování českého státu. Praga: Nakladatelství Lidové noviny, 2009. str. 564. ISBN 978-80-7106-352-0.